# Замойский, Станислав
Станислав Замойский (1519 — 6 июня 1572) — польский магнат, ловчий хелмский (ок. 1561), гетман надворный коронный (1566), каштелян хелмский (1566—1572), староста белзский.

## Биография
Представител польского дворянского рода Замойских герба «Елита». Младший сын ловчего, войского и подкомория хелмского Феликса Замойского (ум. 1535) от второго брака с Анной Угровецкой. Старший брат — подчаший и хорунжий хелмский Флориан Замойский (ум. 1591).
Получил во владение местечко Скоковку (будущее Замостье) и села: Жданув, Калиновице, Творычув, Лентовня и половину Пнюва. В награду за службу в войнах с русскими, татарами и молдаванами король польский и великий князь литовский Сигизмунд II Август передал Станиславу Замойскому в держание староство белзское и назначил его каштеляном хелмским.
6 июня 1572 года каштелян хелмский Станислав Замойский скончался.
Исповедовал кальвинизм.
Был дважды женат. Его первой женой стала Анна Гербут (ум. 1554), дочь Яна Гербута и Анны Фредро.
Дети:
- Ян Замойский (1545—1605), канцлер и гетман великий коронный
- Феликс Замойский (умер в возрасте 19 лет)
- Анна Замойская, жена Марцина Олесницкого

Около 1564 года вторично женился на Анне Оржеховской (ум. 1588), от брака с которой имел двух дочерей:
- Эльжбета Замойская, жена воеводы белзского Станислава Влодека
- София Замойская (ум. 1604), жена с 1580 года подчашего великого коронного Лукаша Дзялынского (ок. 1556—1582/1583)